# Rainbow Six (boek)
Rainbow Six is een roman van Tom Clancy. Op dit boek is de gelijknamige videospellenreeks gebaseerd. Het boek kwam uit in 1998 en gaat over een fictieve antiterreureenheid genaamd Rainbow. In Nederland werd het boek ook uitgegeven onder de naam Uur van de Waarheid.

## Verhaal
John Clark, alias SIX, leidt een speciale antiterreureenheid genaamd Rainbow. Rainbow bestaat uit hoogopgeleide militairen uit diverse landen. 'Rainbow' staat voor het multinationale karakter van de eenheid, aangezien deze samenwerkt met alle landen, ook die niet zijn aangesloten bij de NAVO.
Het team bestaat sinds kort maar heeft te maken met veel terroristische aanslagen. Zo wordt er een aanslag gepleegd op een bankgebouw in Zwitserland. Hierbij worden het bankpersoneel en de klanten gegijzeld. De Zwitsers besluiten Rainbow in te schakelen, die alle criminelen weet te doden en de gijzelaars weet te bevrijden. Een korte tijd later is het weer raak. In Oostenrijk wordt een rijke zakenman gegijzeld door voormalige RAF leden. Na een korte evaluatie wordt ook hier besloten Rainbow in te schakelen. Ook deze situatie weten ze tot een goed einde te brengen.
Een paar weken later vindt een grootschalige criminele actie plaats. Een groep terroristen, die duidelijk een plan heeft voorbereid, gijzelt een groep van dertig Franse kinderen -van wie de ouders werken bij een wapenfabrikant- in een Spaans attractiepark. Ze willen alleen de kinderen vrijlaten wanneer Frankrijk enkele gevaarlijke criminelen vrijlaat. Om hun eisen kracht bij te zetten doden ze meteen een van de kinderen in een rolstoel, een Nederlands meisje in een terminale staat van kanker. Alle militairen worden ingeschakeld door de Spaanse overheid om de gijzeling tot een goed einde te brengen. Het lukt het Rainbow-team om alle gijzelaars vrij te laten, maar alle gijzelnemers moeten hiervoor doodgeschoten worden. De terrorist die het meisje doodschoot wordt door de twee sluipschutters te grazen genomen met een zogenaamd leverschot.
De Rus Dimitri Popov blijkt het brein achter een gedeelte van de aanslagen te zijn. Hij werkt in opdracht van een groot bedrijf dat geleid wordt door extreme milieuactivisten. In hun opdracht laat hij door een extreme tak van de IRA de vrouw en dochter van Clark gevangennemen. Het Rainbow-team komt opnieuw in actie en weet een overeenkomst te sluiten met de terroristen nadat de leider gevlucht is. Alle gijzelaars worden vrijgelaten. Rainbow Six ontdekt dat Popov achter de gijzeling zit en diens broodheren besluiten hem in hun hoofdkwartier te Kansas te verbergen, aangezien hij nu gezocht wordt.
Terwijl deze gebeurtenissen zich afspelen, is de extremistische milieuorganisatie met hun wetenschappers bezig om een virus te ontwikkelen waarmee iedereen op de wereld gedood wordt. Ze willen namelijk de gehele wereld voor zichzelf hebben zodat de natuur zich kan herstellen. Het virus wordt uitgetest op een aantal zwervers en vervolgens op een aantal gezonde twintigers, die inderdaad een voor een bezwijken. Wanneer deze ontvoeringen de aandacht van de FBI trekken, worden de betrokkenen eveneens naar het hoofdkwartier in Kansas gestuurd.
De aanslagen dienden om te zorgen dat de organisatoren Olympische Spelen te Sydney de beveiliging aan de beveiligingstak van het bedrijf zouden gunnen. Hierdoor zou dit de kans krijgen zodat het virus in het verkoelingssysteem in te brengen waardoor alle bezoekers besmet raken. Dit zou een enorme epidemie veroorzaken waarop het bedrijf een vaccin op de markt zou brengen dat vervolgens in de paniek gretig aftrek zou vinden. Dit vaccin bevat echter eveneens het virus, en zou aldus een tweede epidemie veroorzaken die vrijwel de gehele wereldbevolking zou doden. Slechts de extremisten en hun familie zouden een werkend vaccin toegediend krijgen waardoor ze de epidemie zouden overleven.
Dan krijgt Dimitri Popov op het hoofdkwartier het volledige plan te horen, waarop hij de benen neemt en contact opneemt met John Clark en alles vertelt. De extremisten merken dat het ontdekt is, en gaan ervandoor. Rainbow weet hen echter te vinden in Brazilië. Ze vernietigen de basis en laten ze zonder gereedschap, eten, drinken of kleding in het regenwoud achter zodat ze uit eigen hand kunnen voelen waartoe de natuur in staat is.

## Film
Een verfilming van Rainbow Six staat al ruime tijd in de planning. In 2004 verkreeg John Woo de rechten op de film, maar deze zijn in 2005 vervallen. Zack Snyder, bekend van 300 heeft deze rechten overgenomen. De film stond gepland voor release in 2010, dit is ook niet doorgegaan.